# Passer ma route
Albums de Maxime Le Forestier
Sagesse du fou
(1991) Chienne de route
(1996)
Passer ma route est un album studio de Maxime Le Forestier, sorti en 1995. Selon le site InfoDisc, il s'est vendu à 222 200 exemplaires.

## Liste des chansons
| No  | Titre                                                                | Durée |
| --- | -------------------------------------------------------------------- | ----- |
| 1.  | Inutile                                                              |       |
| 2.  | Cicatrices                                                           |       |
| 3.  | Chienne d'idée (avec la participation de Vanessa Paradis aux chœurs) |       |
| 4.  | Le Code                                                              |       |
| 5.  | Raymonde                                                             |       |
| 6.  | Choisissez-moi                                                       |       |
| 7.  | Photo-finish                                                         |       |
| 8.  | Tu peux partir                                                       |       |
| 9.  | La Tache sur la robe                                                 |       |
| 10. | Passer ma route                                                      |       |
| 11. | Marin du cap                                                         |       |
| 12. | La Petite Fugue                                                      |       |

## Classement et certifications
| Classement (1995)            | Meilleure place |
| ---------------------------- | --------------- |
| France (SNEP)                | 8               |
| Belgique (Wallonie Ultratop) | 16              |

| Pays          | Certification | Date | Ventes certifiées |
| ------------- | ------------- | ---- | ----------------- |
| France (SNEP) | Or            | 1995 | 100 000           |